# Route des Laves

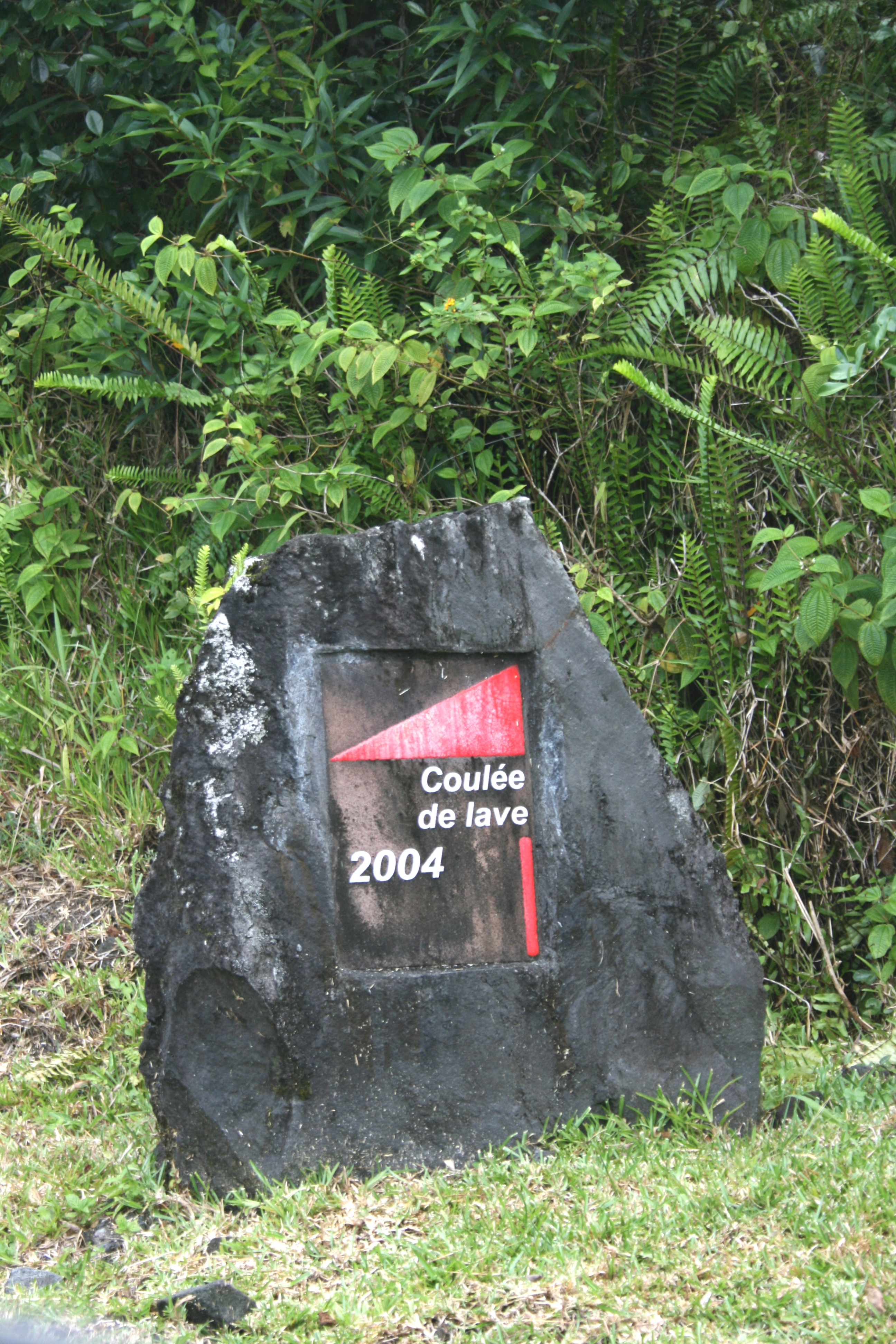
Stèle en bord de route indiquant une coulée de lave de 2004, sur le territoire de Sainte-Rose.

La route des Laves est une route de l'île de La Réunion, un département d'outre-mer français dans l'océan Indien. Il s'agit de la section de la route nationale 2 entre le centre-ville de Sainte-Rose et celui de Saint-Philippe, en particulier lorsqu'elle traverse le Grand Brûlé, soit la partie côtière de la dernière caldeira volcanique formée par le piton de la Fournaise, l'Enclos Fouqué. 

## La route et les éruptions
Elle est régulièrement coupée par les coulées de lave dévalant depuis les Grandes Pentes par les éruptions du piton de la Fournaise.
 À la suite de l'éruption du 2 avril 2007, il a fallu 7 mois d'études et de travaux pour rouvrir la route des Laves. La route était recouverte par endroits d'une épaisseur de lave atteignant parfois plus de 60 mètres et le terrain était truffé de cavités et de tunnels.

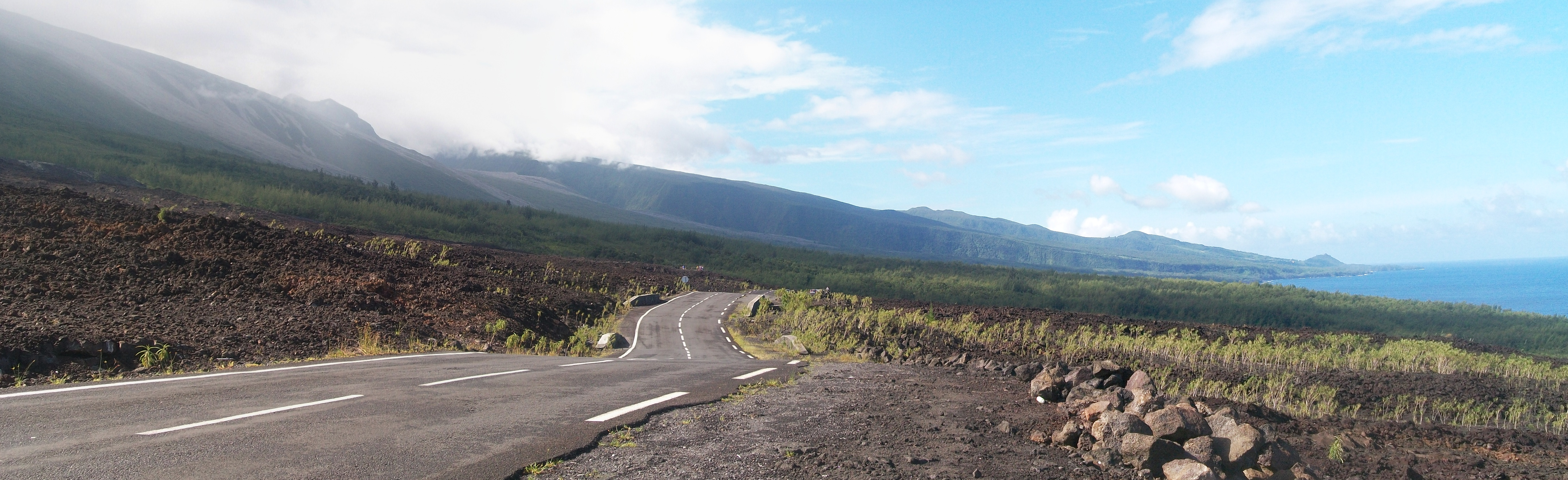
Vue panoramique du Grand Brûlé en décembre 2012 depuis le sud avec la coulée d'avril 2007 et le nouveau tracé de la route des Laves au premier plan : les Grandes Pentes sont à gauche sous les nuages, le rempart de Bois Blanc est en arrière-plan sous la ligne d'horizon, l'océan Indien à droite et le rempart du Tremblet juste derrière le photographe.